# 김흥발 (1668년)
김흥발(金興發, 1668년 ~ 1759년(?))은 경남 산청군 단성면의 조선의 노비 출신 양반으로, 아버지 수봉의 대에 평민의 신분을 획득했지만 다시 양반 신분을 획득하려 했다. 가선대부 동지중추부사에 올랐다. 본관은 수봉계 김해 김씨이다.

## 생애
1668년 노비 출신 수봉과 노비 출신 자목의 아들로, 단성현 단성면에서 태어났다. 그의 아버지 수봉은 원래 성씨가 없었고, 조부 갓복 또는 어련, 증조부 이동 이상의 선조는 알 수 없다. 그러나 어머니 자목은 사노비였지만 이씨 성이 있었는데, 외조부 금금이가 이씨 성을 가진 남성과 여성 노비에게서 태어난 아들이었다. 그러나 이씨 남성은 노비에게서 얻은 아들 금금이를 속량시키지 않고 노비로 방치하였다. 단성현 단성면의 관직없는 몰락 양반 심정량가문의 노비였던 금금이는 어느 시점에 성주군에 사는 군관 도시담에게 팔려갔다.
그가 태어나고 그의 아버지 수봉은 1675~1678년 대기근 때 쌀과 곡식을 납부하고, 노비에서 해방되어 평민이 되었다. 그후 1695~1696년 사이에 대기근 때 곡식을 납부하고 통정대부의 관직을 얻었다.
그의 아버지 수봉의 신분세탁은 1717년과 1720년의 단성현의 김흥발의 호적에 아버지 김수봉과 외조부 이금금과, 1678년 단성현의 노비 수봉 호적에 수봉 본인과 장인 금금이, 금금이는 이씨 성을 가진 양반 혹은 평민의 아들로 등재된 것, 그리고 그의 형 김학과 노비 수봉의 아들 금학이 일치한 것이 2000년대 고려대학교 사학과 교수 권내현의 조사결과 확인되었다.
아버지 수봉이 노비 신분에서 해방되면서 평민이 되었지만, 그는 평민에게 부과되는 병역(兵役)의 의무가 부과되었다. 그는 어영청 소속되어 병역의 의무를 부담했고, 아들 김이달은 병역 대신 벽계역에 사는 병사 김귀봉의 보인 신분으로 호포를 부담했다. 그는 단성면 읍내에서 단성면 외곽 고읍대촌(古邑大村)의 1통 1호로 이주했고, 1717년을 전후해서 오가작통법 체제 하에서 동네 통장격인 고읍대촌 제1호 통수(第一統 統首)직에 재직하고 있었다.
김흥발의 처 변소사(卞召史)는 단성현 법물야면 출신으로, 본관이 초계 변씨(草溪卞氏)이다. 변소사의 친정아버지는 통정대부 변해금이고, 할아버지는 변해룡, 증조부는 변덕수였다. 그러나 변소사의 외할아버지는 사노, 노비 정립이었다. 수봉의 며느리 변소사는 서얼 출신으로, 변소사의 친정아버지 쪽으로는 평민이었지만 변소사의 친정어머니가 노비 여성이었고, 변소사 역시 노비였다가 시아버지 수봉이 신분세탁을 하는 어느 시점에 평민으로 격상되었다. 김흥발의 호적에 부인 변소사의 인적사항에 친정아버지 통정대부 변해금, 할아버지 변해룡, 증조는 변덕수와 외할아버지 노비 정립이 나타나는데, 신분을 세탁한 뒤에도 변소사의 노비 출신 친정 외할아버지 인적사항은 변동하지 못했다. 변소사의 외할아버지와 친정어머니는 노비였고, 변소사 역시 노비였을 것으로 추정된다. 조선에서는 대개 부모 가운데 한 사람이라도 노비이면 자식들은 모두 노비가 되었기 때문에 외조부가 사노비라면 변소사의 어머니도 노비였다는 말이 된다. 권내현에 의하면 '변소사의 어머니가 속량贖良되지 않았다면 변소사 역시 원래 노비 출신이었을 확률이 높다'고 보고 있다.
어영청의 보인 신분이었지만 김흥발은 어느 시점에 과거 아버지 수봉, 동생 김갓동이(金㖙同伊)처럼 쌀과 곡식을 납부하고 관직과 양반 신분을 획득했다. 1750년(영조 26)의 김흥발의 호적에는 가선대부 동지중추부사라는 관직명이 등장한다.
김흥발은 고향인 단성현 단성면 읍내에서 고읍대촌으로 이주했다가, 나중에 다시 읍내에서 거리가 멀며, 주인 일가가 없고, 양반가문 주민이 없는 단성면 외곽 용흥촌으로 이주했다가 다시 용흥에서 분리된 등광으로 이주했다. 그가 이주한 정확한 시점은 알려지지 않았다. 1750년(영조 26) 가선대부 동지중추부사의 직책을 획득했다. 후일 그의 후손들은 안동 도산면, 진주, 한성 등으로 이주하고, 일부 후손들은 성씨와 이름을 바꿨다.

### 사후
아들 김소명과 손자 김명재는 1780년(정조 5)을 전후해서 서사낭청의 벼슬에 올랐다.
증손자 김성종, 김종원은 도산면으로 이주, 본관을 바꾸려 시도했다.

## 가족 관계
그의 부인 변소사는 친정어머니와 외할아버지가 노비 신분이었다. 김흥발은 신분 세탁을 시도했지만 부인의 외가까지 세탁하지는 못했다.
- 할아버지 : 어련(於連) 또는 갓동(㖙同)
- 할머니 : 숙향(淑香), 사노 단문(丹文)의 딸
- 아버지 : 수봉(守奉)
- 어머니: 이소사 자목(李召史 者目, 1651년~ ?)
  - 형 : 금학(金鶴, 1668년/[1674년]] - 1737년?)
  - 동생 : 갓동이(㖙同伊)
  - 동생 : 김흥창(1677년 - 1750년?)
  - 여동생 : 김소사(金召史, 1684년 - )
  - 매제 : 박끝용(朴末龍 1684년 - ), 노비 출신으로 1729년 평민신분 획득, 본관은 밀양.
- 부인 : 변소사(卞召史, 1674년 - ?), 본관은 초계, 통정대부 변해금의 딸, 친정어머니와 외조부는 노비
  - 아들 : 김이달(金伊達, 1700년 - ?)
  - 며느리 : 주소사(周召史, 1700년 - ?)
  - 아들 : 김금철(1712년 - ?)
  - 아들 : 김소명
    - 손자 : 김명재
      - 증손자 : 김성종, 1825년(순조 25년) 산청군 신등면으로 이사, 안동김씨로 본관 세탁을 시도했다가 실패, 1831년 김해 김씨로 환원된다.

  - 아들 : 이름 미상
    - 손자 : 이름 미상
      - 증손자 : 김종원, 1849년(헌종 15) 안동김씨로 본관 세탁에 성공한다.
- 장인 : 변해금(卞海今), 통정대부
- 장모 : 사노비 이름 미상, 사노비 정립(正立)의 딸
  - 처조부 : 변해룡(卞海龍)
    - 처증조부 : 변덕수(卞德守)
- 외조부 : 이금금(李今金. ? - ?) 또는 금금이(金金伊), 사노비, 이생의 아들
- 외조모 : 김애춘(金愛春, ? - ?), 본관 미상, 김복(金卜)의 딸

## 참고 자료
- 권내현, <노비에서 양반으로, 그 머나먼 여정> (역사비평사, 2014)
- 역사비평사, <역사비평 2012년 봄 호:통권 98호>, (역사비평사, 2012) pp.269~298